# 1893 Jakoba
Az 1893 Jakoba (ideiglenes jelöléssel 1971 UD) a Naprendszer kisbolygóövében található aszteroida. Paul Wild fedezte fel 1971. október 20-án.